# Nationaal park Ankarafantsika
Het Nationaal park Ankarafantsika is een beschermd natuurgebied van 1350 km² in de regio Boeny in Madagaskar.

## Geschiedenis
De naam Ankarafantsika komt van Garafantsy, wat "berg van doornen" betekent en ook de benaming is van een sluwe, enge man. De bossen van Ankarafantsika waren in het verleden synoniem voor mysterie en terreur omdat een bandiet genaamd Ravelobe er woonde, die reizigers overviel. Oorspronkelijk waren er twee parken, elk aan een zijde van de Route nationale 4 voordat ze officieel samengevoegd werden in 2002. De Sakalava, grotendeels bestaande uit boeren, wonen in het park. De vlakte van Marovoay is een agrarisch gebied in het westen van het park dat gevoed wordt door de Betsibokarivier. Op het massief van Ankarafantsika wordt 38.000 hectare gecultiveerd voor de landbouw, waarbij 16.000 hectare voltijds geïrrigeerd wordt. De rivieren van Ankarafantsika voeren afzettingen mee uit het moerassen waardoor de rijstvelden op de vlakte beschermd worden. De meren van Tsimaloto, Ampijoroa, Antsimalo en Ankomakoma zijn een laatste toevluchtsoord voor vissen, krokodillen en watervogels.

## Ligging en klimaat
Het park is 135.000 hectare groot en ligt in het noordwesten van het land. Het is een mozaïek van dichte droge bossen en een aantal meren die de habitat vormen voor enkele belangrijke diersoorten. De Mahajambarivier vloeit in het oostelijk gedeelte en de Betsibokarivier in het westen.
Het is warm en droog in Ankarafantsika met een temperatuur tussen 24° en 29°C met tussendoor een natte periode.

## Fauna
Het park is het leefgebied van een aantal lemuren en endemische vogelsoorten. Acht soorten lemuren en 129 vogelsoorten, waarvan 75 endemisch, werden waargenomen. 10 amfibieën en 44 reptielsoorten werden geteld, waarvan een aantal kwetsbare soorten zoals de neushoornkameleon (Furcifer rhinoceratus), de Decary's kortstaartkameleon, de Madagaskarscheenplaatschildpad en de endemische Madagaskar-hondskopboa.

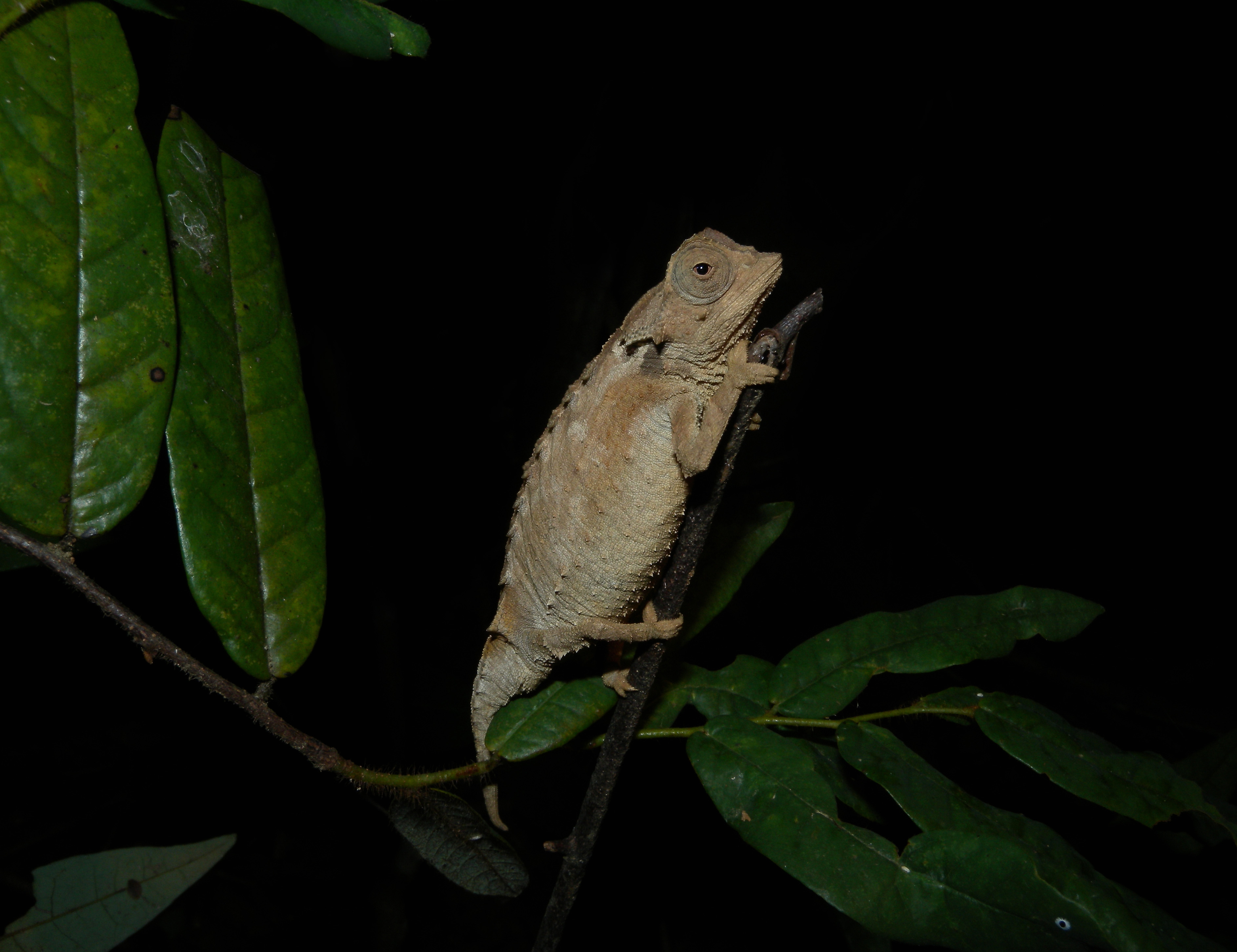
Decary's kortstaartkameleon
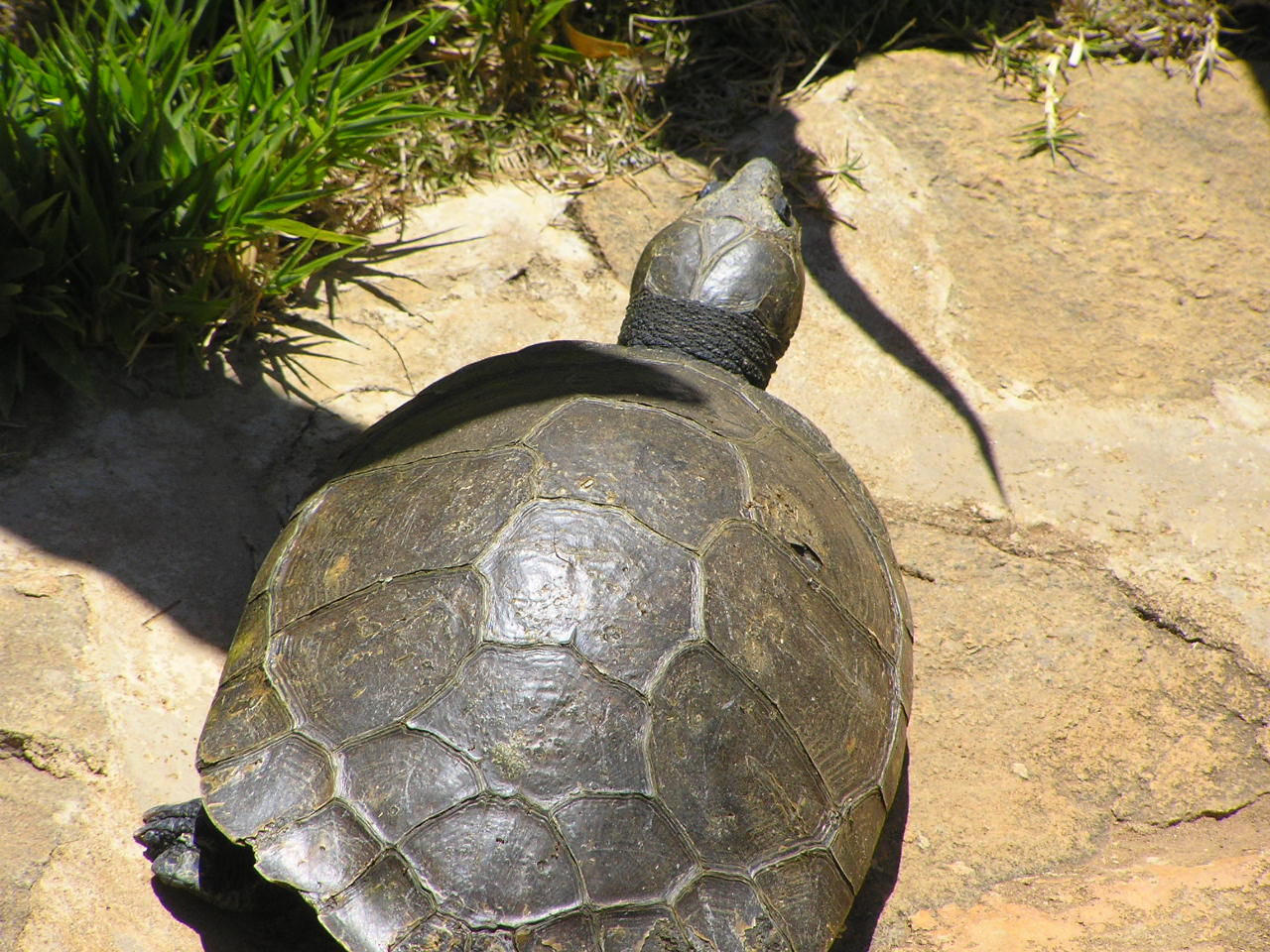
Madagaskarscheenplaatschildpad
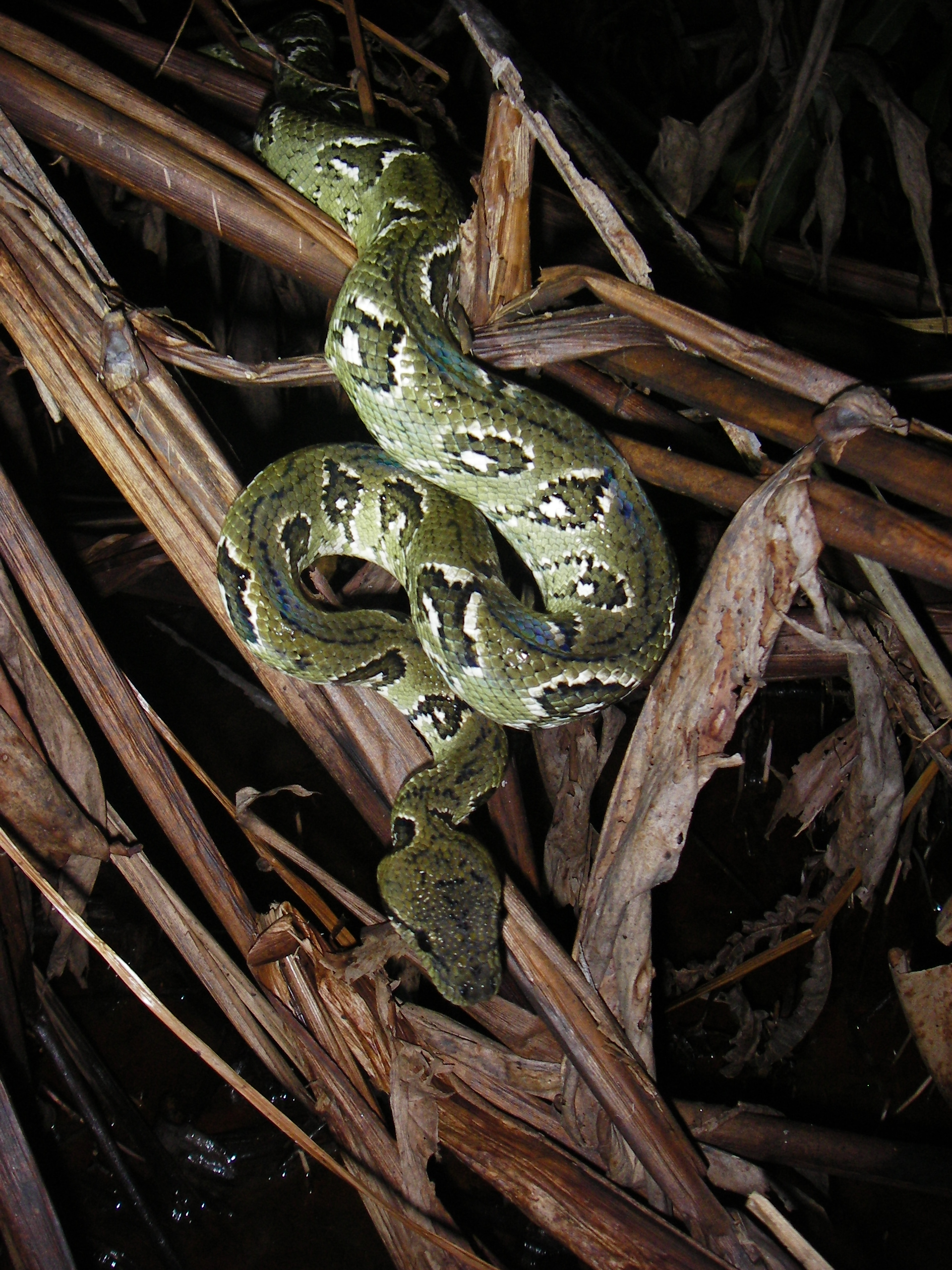
Madagaskar-hondskopboa

## Flora
Het landschap varieert van savanne en struiken tot een soort maanlandschap dat ontstaan is door erosie. De vegetatie en fauna zijn dus kenmerkend voor een zanderig massief waar zich een aantal lokale endemische soorten bevinden. De flora is zeer gevarieerd met 823 soorten. 82% van de kruidachtige planten en 92% van de houtachtige planten is endemisch.

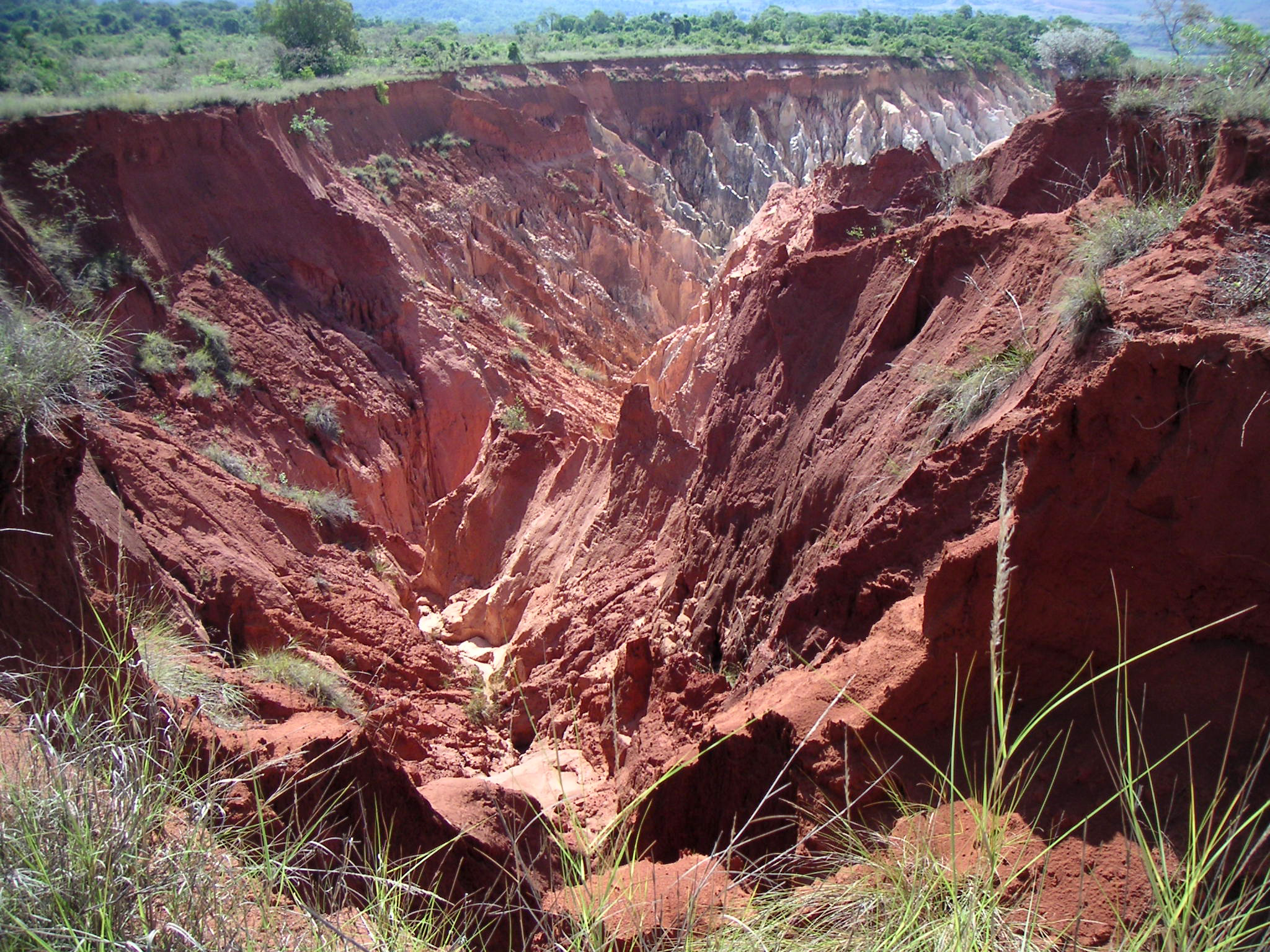
Lavaka, ontstaan door erosie